# 内山永久寺

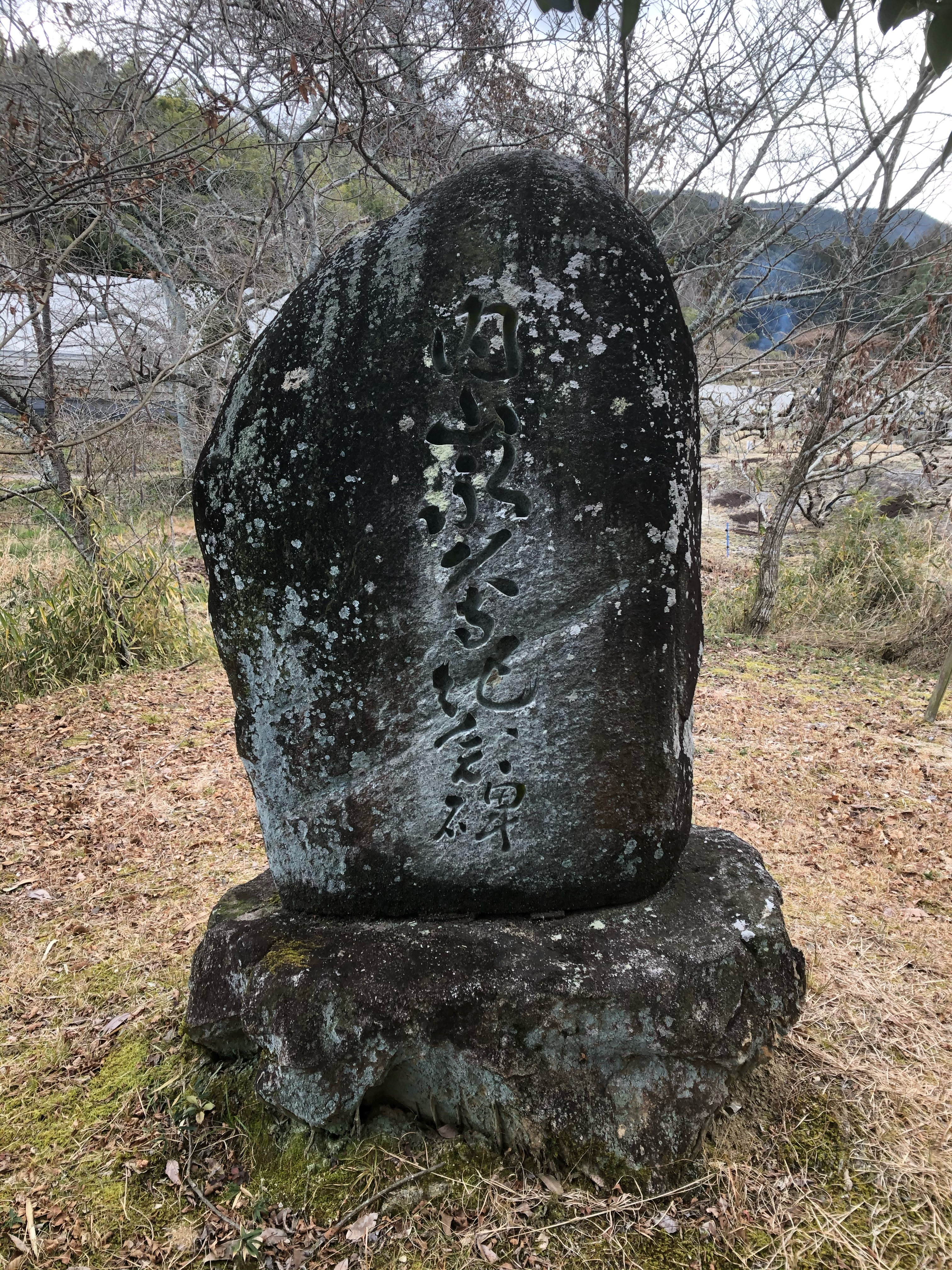
内山永久寺跡に立つ内山永久寺記念碑

内山永久寺（うちやまえいきゅうじ）は奈良県天理市杣之内町にかつて存在した寺院である。興福寺との関係が深く、かつては多くの伽藍を備え、大和国でも有数の大寺院であったが、廃仏毀釈の被害により明治時代初期に廃寺となった。寺跡は石上神宮の南方、山の辺の道沿いにあり、かつての浄土式庭園の跡である池が残る。

## 歴史
三方を山に囲まれていることから内山といい、院号を金剛乗院といった。本尊は阿弥陀如来。
『永久寺置文』（東京国立博物館蔵）、菅家本『諸寺縁起集』によれば、永久年間（1113年-1118年）に鳥羽天皇の勅願により興福寺大乗院第2世院主の頼実が創建し、第3世尋範に引き継がれて堂宇の整備が進められた。『大乗院寺社雑事記』康正3年（1457年）4月29日条では頼実と尋範の2人を本願としており、頼実の営んだ山荘が尋範に引き継がれたものとみられる。尋範は太政大臣藤原師実の子で、大乗院3世、興福寺別当を務めた。このため、当初より興福寺大乗院の末寺としての性格を備え、また本地垂迹説の流行と共に石上神宮の神宮寺としての性格を備えるようにもなり、興福寺を支配していた2大院家の一方である大乗院の権威を背景として、室町期には絶大なる勢力を誇った。
『永久寺置文』によれば、保延2年（1136年）に真言堂、同3年に八角多宝塔が建立され、その他、吉祥堂、観音堂、常存院、御影堂、経蔵、鐘楼、温室（浴室）、四所明神社、玉賀喜社など多数の堂宇が存在した。
『太平記』によると延元元年・建武3年（1336年）には後醍醐天皇が一時ここに身を隠したと伝えられ、「萱御所跡」という旧跡が残された。
天正13年（1585年）の時点で、56の坊・院が存在した。近世の『大和名所図会』所収の境内図によれば、池を中心とした浄土式回遊庭園の周囲に、本堂、観音堂、八角多宝塔、大日堂、方丈、鎮守社などのほか、多くの院家、子院が建ち並んでいた。文禄4年（1595年）、豊臣秀吉は当寺に971石の寺領を与え、近世を通じてこの寺領が維持された。なお、近世には院家の上乗院が寺主となって興福寺の支配下から離れ、真言宗寺院となっている。大和国では東大寺・興福寺・法隆寺に次ぐ待遇を受ける大寺であり、その規模の大きさと伽藍の壮麗さから、江戸時代には「西の日光」とも呼び習わされた。
幕末の復古大和絵の絵師冷泉為恭が暗殺直前まで潜伏していたことで知られている。

### 廃寺
明治に入って内山永久寺は廃仏毀釈の嵐に見舞われることとなる。明治元年（1868年）8月、神仏分離令が発令されたのを受け、他の僧らと共に還俗して「藤原亮珍」と改名し、布留社神官となった第二十八代座主の上乗院亮珍は、「永久寺を社地とする。神仏混乱を避けるため復飾した」と役所に申請書を提出。ただ、永久寺を移転させて存続させようとも考えていたようで、9月には移転の願いを提出している。しかし、この願いは却下されている。
その後、寺領を没収され、経営基盤を奪われた当寺は廃寺となって残りの僧侶も還俗し、多くは石上神宮の神官となった。無主となった永久寺の建物は共用に使われることはなく、競売にかけられたが買い手が付かず、多くが取り壊された。
廃仏毀釈を受けた寺院のうち、本寺ほどの大寺院が跡形無く破壊されたのは稀有なケースである。しかし、吉井敏幸元天理大学教授は「廃仏毀釈で消えたというより、内部から崩壊していったのではないか」とし、早々に廃寺が決まったという永久寺について「寺の運営の中心にいた僧侶（上乗院亮珍）が勤王派だったのではないか」とみている。永久寺には江戸時代、50～60の塔頭があり、亮珍はそのひとつ「上乗院」のトップだった。廃寺がすんなり決まった背景には、経済的にも豊かな上乗院が、永久寺の運営権を掌握していたこともあるという。「上乗院の力は極端なほど大きく、何でも決めることができた。周囲も決定に抵抗できない、ヒエラルキー(階層)があったのだろう 。東京美術学校校長・正木直彦の『十三松堂閑話録』によれば、僧侶自らが還俗する旨表明し、役人の前で本尊を破壊したため放逐したという。
更に、壮麗を極めた堂宇や什宝は住民らによりことごとく破壊・略奪の対象となり、役所の命を受けて庄屋の中山家が仏像や仏画を預かったりしていたが、それらも含めて1876年（明治9年）までにはほとんどの寺宝が失われた。この際流出した仏像・仏画・経典等はいずれも製作当時の工芸技術の精華と言うべき優品揃いであったことが知られている。海外に流出した宝物の内、ベルリン民俗学博物館が購入した真然筆と伝えられる真言八祖像などは第二次世界大戦末期のベルリン市街戦で烏有に帰した。しかし、日本国内に残存した宝物の大半が、現在重要文化財・国宝指定を受けていることは、当寺の得ていた富がいかに巨大であったかを物語るものである。
残された永久寺の各建物は荒廃するままに任されていたが、鎮守社であった住吉神社は健在であった。しかし1890年（明治23年）、住吉神社の本殿が放火されて焼失してしまうと残された拝殿は荒廃した。1910年（明治43年）、住吉神社の祭神を石上神宮の末社である猿田彦神社に合祀すると、1914年（大正3年）に拝殿も石上神宮に移築し、石上神宮摂社である出雲建雄神社の拝殿とした。1300年代に建てられたこの拝殿は、現在は国宝に指定されている。
廃仏毀釈後に再建されなかった理由については、興福寺の末寺として庇護されたことで寺を維持できた半面、地域との結びつきが薄かったためではないかとされる。
現在では当寺の敷地の大半は農地となり、本堂池と萱御所跡の碑と松尾芭蕉の歌碑、そして歴代住職の供養塔のみが残り、往時をしのぶだけである。
2013年（平成25年）、天理大学歴史研究会により復元ジオラマが作成され、天理市役所に一年間展示された。現在は同大学に保管されている。2014年（平成26年）に創建900年目を迎えた。

## 内山永久寺から流出した文化財

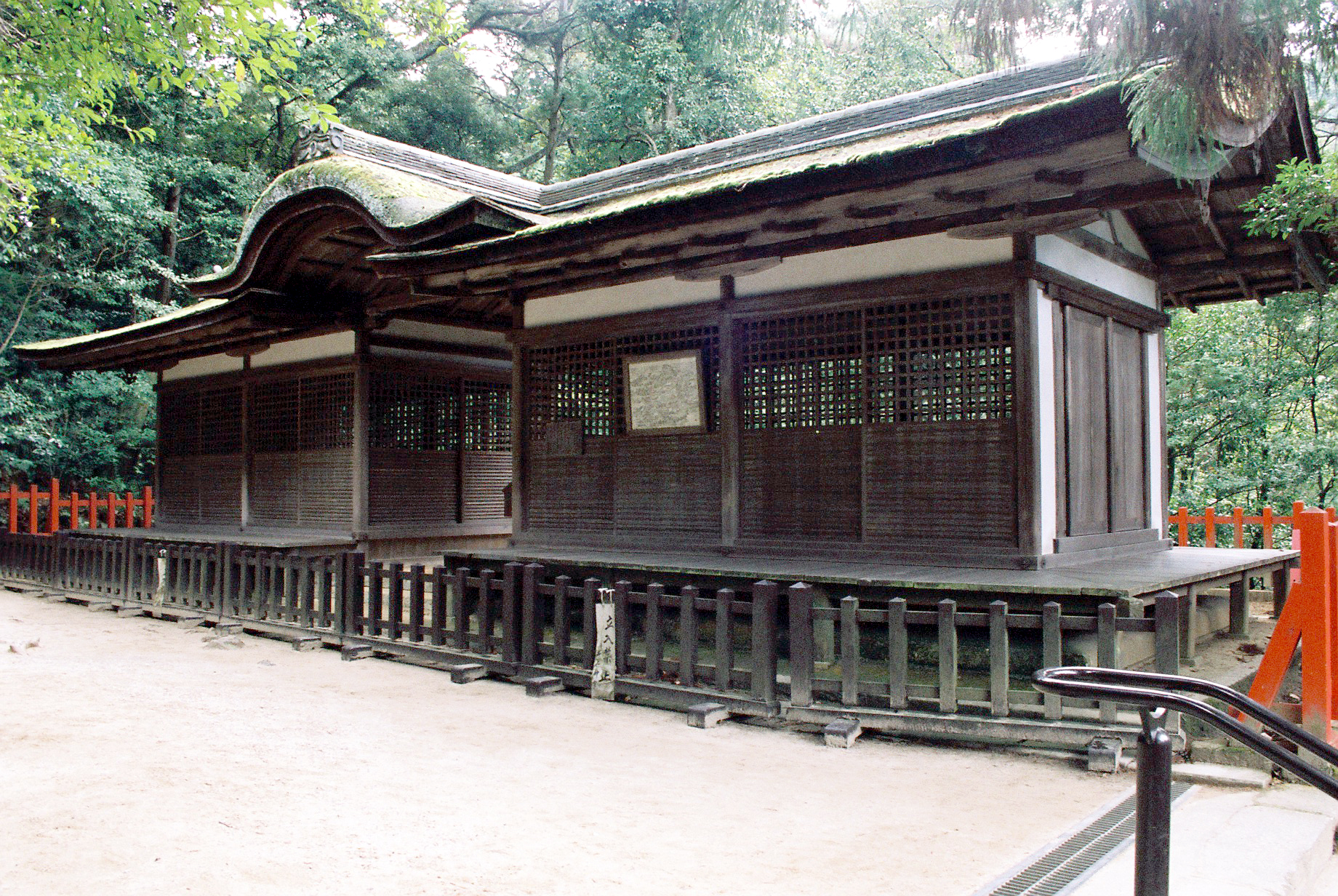
出雲建雄神社 割拝殿

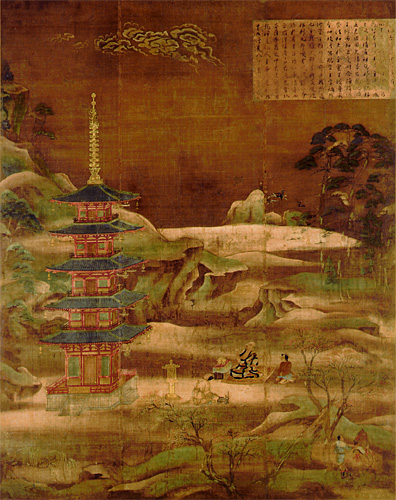
両部大経感得図2幀のうち善無畏金粟王塔下感得図（藤田美術館蔵）

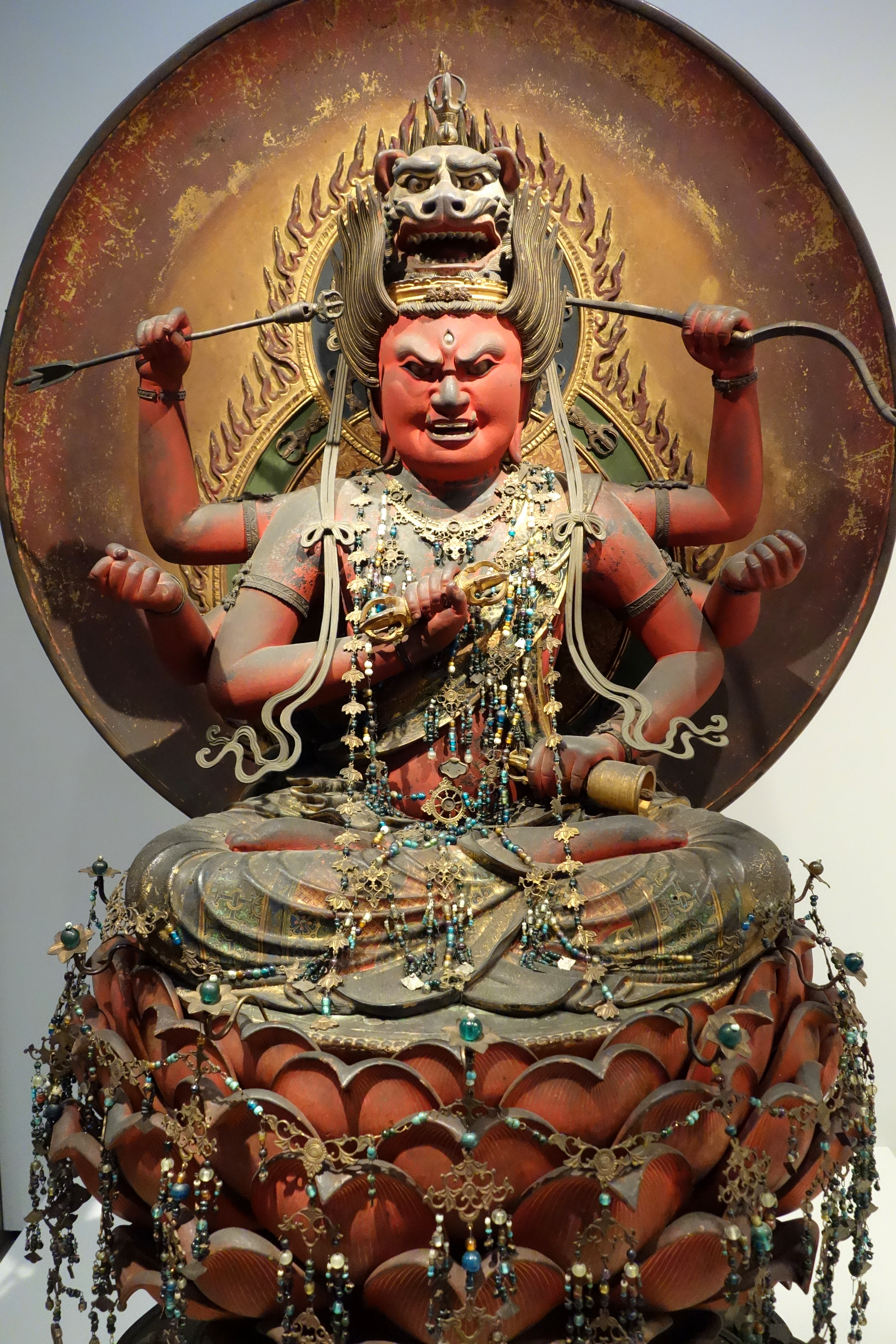
愛染明王像（東京国立博物館蔵蔵）

- 出雲建雄神社（いずもたけおじんじゃ）割拝殿（国宝）　奈良県天理市・石上神宮（いそのかみじんぐう）所有
もと内山永久寺鎮守の住吉神社拝殿。廃仏毀釈の際に難を逃れたものである。明治23年に放火によって住吉神社本殿を失って以後、荒廃していたものを1914年（大正3年）現在地に移築。現在は石上神宮摂社の出雲建雄神社の拝殿となっている[9]。
- 両部大経感得図（国宝）[10]　大阪市・藤田美術館蔵

密教の胎蔵・金剛界の両部曼荼羅の典拠となる『大日経』と『金剛頂経』の伝来をめぐる説話を描いたものである。内山永久寺真言堂の須弥壇建具として所在したと考えられる。雄大な景観描写と柔らかい描線、調和のとれた彩色は、平安時代やまと絵の特徴を示している。
- 木造持国天・多聞天立像（重要文化財）[10]　奈良市・ 東大寺蔵
- 木造四天王眷属立像（重要文化財）[4]　東京国立博物館、静嘉堂文庫、MOA美術館の3か所に分かれて所蔵。
仏師康円（運慶の孫）作。四天王の眷属の彫像として稀有のもの。
- 木造不動明王及び八大童子像（重要文化財）　東京都・世田谷山観音寺蔵[4]
仏師康円作。新潟県の数寄者・中野忠太郎の所蔵を経て現所有者へ移動。
- 真言八祖行状図（重要文化財）　出光美術館蔵
内山永久寺真言堂の障子絵であったと考証されている。[11]
- 愛染明王坐像（重要文化財） 東京国立博物館蔵
木造彩色でガラス玉などによる装飾が付く本体、諸尊を描いた彩色画を備える厨子、共に鎌倉末期の造像当初のものを良好な状態で残している。[12]

## アクセス
- 近鉄天理線 天理駅から奈良交通バス桜井駅行きで6分、勾田下車、徒歩25分